# Mehmet Terzi
Mehmet Terzi (Kurtköy, Bilecik, 5 de maig de 1955) va ser un atleta turc. La seva especialitat de l'atletisme és cursa de fons. Ha estat el president de la Federació de l'Atletisme de Turquia per nou anys.